# سونيك بوكيت أدفنشر
سونيك ذا هيدجهوج بوكيت أدفانتشر (بالإنجليزية: Sonic the Hedgehog Pocket Adventure)، هي لعبة فيديو يابانية، من تطوير شركة إس إن كي، ومن نشر شركتي إس إن كي وسيغا، صدرت اللعبة في الأسواق بتاريخ 4 ديسمبر 1999، وتعمل على منصة نيو جيو بوكيت كولر الحصرية.